# Hawker Hart
Гоукер Гарт (англ. Hawker Hart) — британський штурмовик/легкий бомбардувальник, що перебував на озброєнні Королівських ПС Великої Британії у 1930-х роках та на початку Другої світової війни.

## Історія створення
У травні 1926 року міністерство авіації Великої Британії видало літакобудівним компаніям Королівства технічне завдання 12.26, визначивши вимоги до денного легкого бомбардувальника під мотор «Фалкон» F.1 у 450 к. с. фірми «Роллс-Ройс». У проєкті взяли участь конструкторські бюро «Гоукер», «Авро» та «Де Хевілленд». «Фейрі» приєдналася до змагань після особистого втручання начальника штабу Повітряних сил Г'ю Тренчарда.
У грудні 1926 року проєкти представили в міністерство авіації, де їх розглянули та схвалили. Протягом року вигляд прототипу «Гоукера» істотно змінився, зокрема з'явився новий мотор, тоді ще дослідний, «Роллс-Ройс» F.XIB — майбутній «Кестрел».
Восени 1927 року почали будувати перший зразок бомбардувальника. У червні 1928 року льотчик-випробувач фірми «Баллмен» здійснив на ньому перший політ. Після шестимісячних заводських випробувань машина J9052, названа «Гарт», 8 вересня 1928 року прибула на авіабазу Мартлшем-Хат, де військові пілоти перевірили її льотні дані, оцінили стійкість і керованість. Одночасно змагалися три бомбардувальники, побудовані за одним і тим же завданням трьома різними фірмами — «Гарт» від «Гоукер», «Ентелоуп» від «Авро» і «Фокс II» від «Фейрі». «Гарт» побив суперників за всіма статтями — він перевершував і за льотними даними, і по керованості, і по зручності в обслуговуванні. Якщо завдання вимагало швидкість 257 км/год, то бомбардувальник «Гоукер» легко давав 295 км/год. Результатом стало рішення про запуск його в серійне виробництво. У червні 1929 року з'явилося перше замовлення на 15 літаків.
Через прекрасні результати конструкція «Гарта» стала базою для багатьох інших літаків, і їх було збудовано більше ніж будь-яких інших британських літаків у  міжвоєнний період. Окрім цього «Гарт» використовувався для тестів нових двигунів, а також будувався на експорт.

## Модифікації
- Hart I — двомісний легкий бомбардувальник для Королівських ПС, оснащений двигуном Rolls-Royce Kestrel IB потужністю 525 к. с.
- Hart SEDB — двомісний легкий бомбардувальник, оснащений одним двигуном Rolls-Royce Kestrel IB потужністю 525 к. с. або «Kestrel X (DR)» з потужністю 510 к. с.
- Hart (India) — модифікація бомбардувальника, оптимізована для тропічного клімату, з великим радіатором і з додатковим обладнанням. Використовувалася під час боїв в Індії.
- Hart (C) — двомісний літак зв'язку без озброєння. 8 одиниць.
- Hart Trainer (Interim) — проміжна базова модель літака, модифікована для тренувальних польотів. 2 одиниці.
- Hart Trainer — двомісний навчально-тренувальний літак з подвійним керуванням.
- Hart Fighter — двомісний винищувач, оснащений двигуном «Rolls-Royce Kestrel IIS». Пізніше став відомий як «Hawker Demon». Було випущено 6 од.
- Hart (Special) — модернізація, оптимізована для тропічного клімату, використовувалася на Близькому Сході. Модель базується на корпусі «Audax», з додатковим обладнанням для умов пустелі й двигуном «Kestrel X».
- Estonian Hart — експортна версія для Повітряних сил Естонії, оснащена змінними колесами та гнучким шасі. 8 одиниць. Після окупації Естонії СРСР стали на озброєнні 22-го корпусного авіазагону 22-го стрілецького корпусу Червоної армії.
- Swedish Hart — експортна версія легкого бомбардувальника для Повітряних сил Швеції, з радіальним двигуном «Bristol Pegasus IM2» були випущені в 1934 році. 4 одиниці, побудованих компанією «Hawker» мали успіх, пізніше були побудовані за ліцензією у Швеції, компанією «NOHAB» ще 42 одиниці.

Також «Гарт» слугував базою для наступних літаків
- Hawker Demon — винищувач Королівських ВПС
- Hawker Audax — літак зв'язку Королівських ВПС
- Hawker Osprey — палубний/поплавковий розвідник для Королівського ВМФ
- Hawker Hartebeest — багатозадачний літак для ВПС Південно-Африканської Республіки
- Hawker Hardy — літак зв'язку для використання в Африці і на Близькому Сході
- Hawker Hind — покращена версія легкого бомбардувальника для Королівських ВПС
- Hawker Hector — літак зв'язку Королівських ВПС

## Використання
У січні 1930 року 12 з 15 перших «Гартів» прибули до 33-ї ескадрильї Королівських ПС, яка мала їх випробувати. Ще один літак морем відправили в Різалпур (Індія) для експлуатаційних випробувань в тропіках. У тому ж році на маневрах «Гарт» 33-ї ескадрильї хвацько уходили від винищувачів «Сі Кінг». Ті, як не старалися, не могли їх перехопити. Не дивно — різниця в швидкості доходила до 50 км/год (коли «Гарт» йшов без бомб).
У лютому 1931 року 12-та ескадрилья перейшла на «Гарт», замінивши застарілі «Горслі». Старим винищувачам доводилося нелегко в боротьбі з «Гарт». Так, під час проведення одних військових навчань, бомбардувальники прорвалися від південного узбережжя Англії до аеродрому Нортголт і зустрілися з винищувачами вже після того, як скинули на ангари вантаж тенісних м'ячів (замість бомб). 23-я ескадрилья навіть взяла декілька «Гартів» як тимчасову заміну винищувачів, і з ними захистити навчальні цілі від «Гартів»-бомбардувальників.
На початок 1933 року випустили 126 літаків, тільки в метрополії на «Гартах» літали шість ескадрилей легких бомбардувальників. Ці машини поставлялися і в допоміжні Повітряні Сили — частини резерву. Програма їхньої модернізації активно здійснювалася в 1934-37 роках. В цілому «Гарт» отримали вісім резервних ескадрилей. Для колоній побудували 30 спеціальних машин.
«Гарти» були зняті з озброєння в Великій Британії в 1938 році, але з початком війни їх використовували на Близькому Сході, доки не замінили на Bristol Blenheim. Південна Африка використовувала «Гарти» в ролі комунікаційних літаків аж до 1943 року.

## Країни-оператори

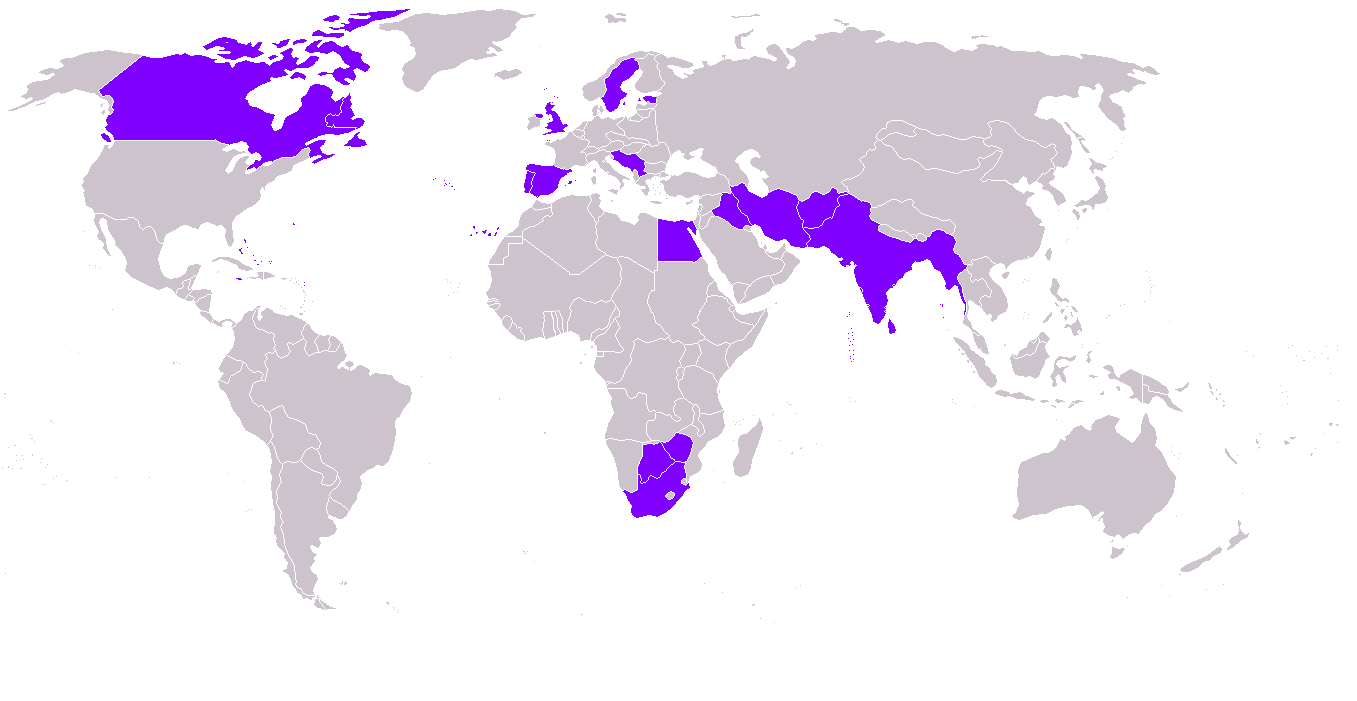
Країни, що мали на озброєнні літаки Hawker Hart та його модифікації

- Афганістан
- Велика Британія
- Британська Індія
- Єгипет
- Естонія
- Іран
- Канада
- Південна Африка
- Південна Родезія
- Швеція
- Королівство Югославія
- Фінляндія

## Тактико-технічні характеристики
Дані з Concise Guide to British Aircraft of World War II

### Технічні характеристики
- Екіпаж: 2 особи
- Довжина: 8,94 м
- Висота: 3,17 м
- Розмах крила:11,35 м
- Площа крила: 32,33 м ²
- Маса порожнього: 1148 кг
- Максимальна злітна маса: 2066 кг
- Двигун: Rolls-Royce Kestrel IB
- Потужність: 525 к. с. (391 кВт.)

### Льотні характеристики
- Максимальна швидкість: 296 км/год на 1525 м.
- Практична стеля: 6510 м
- Дальність польоту: 756 км

### Озброєння
Кулеметне:
- 1 × 7,7-мм курсовий кулемет Vickers
- 1 × 7,7-мм кулемет Lewis в кабіні стрільця

Бомбове:
- 256 кг бомб